# Folketingsmedlemmer valgt 22. september 1953
Nedenstående Folketingsmedlemmer blev valgt ved folketingsvalget 22. september 1953 fra partierne:
| Partibogstav | Partinavn                    | Mandater | +/- | Kredsmandater | Tillægsmandater |
| ------------ | ---------------------------- | -------- | --- | ------------- | --------------- |
| A            | Socialdemokratiet            | 74       | +3  | 65            | 9               |
| B            | Det Radikale Venstre         | 14       | -1  | 6             | 8               |
| C            | Det Konservative Folkeparti  | 30       | -1  | 20            | 10              |
| D            | Venstre                      | 42       | +3  | 40            | 2               |
| E            | Retsforbundet                | 6        | -4  | 0             | 6               |
| K            | Danmarks Kommunistiske Parti | 8        | 0   | 3             | 5               |
| Færøerne     |                              |          |     |               |                 |
|              | Javnadarflokkurin            | 1        |     |               |                 |
|              | Sambandsflokkurin            | 1        |     |               |                 |

Derudover valgtes tre medlemmer uden for partierne: Augo Lynge og Frederik Lynge fra Grønland, samt Hans Schmidt fra Det Tyske Mindretal.

## De valgte medlemmer
| Navn                       | Parti                        |
| -------------------------- | ---------------------------- |
| Kristen Amby               | Det Konservative Folkeparti  |
| Alsing Andersen            | Socialdemokratiet            |
| Anders Andersen            | Venstre                      |
| Nina Andersen              | Socialdemokratiet            |
| Ragnhild Andersen          | Danmarks Kommunistiske Parti |
| Søren P. Andersen          | Venstre                      |
| Kaj Andresen               | Socialdemokratiet            |
| Jens D. Bladt              | Socialdemokratiet            |
| Jul. Bomholt               | Socialdemokratiet            |
| Vagn Bro                   | Venstre                      |
| Holger Brodthagen          | Socialdemokratiet            |
| Hanne Budtz                | Det Konservative Folkeparti  |
| Marius Buhl                | Venstre                      |
| Kaj Bundvad                | Socialdemokratiet            |
| Alfred Bøgh                | Venstre                      |
| Karl Bøgholm               | Det Konservative Folkeparti  |
| Hans Baagø-Hansen          | Det Konservative Folkeparti  |
| Henry Christensen          | Venstre                      |
| Jens Chr. Christensen      | Venstre                      |
| Johs. Christensen          | Det Radikale Venstre         |
| N. Christian Christensen   | Venstre                      |
| Poul Givskov Christensen   | Venstre                      |
| Christian Christiansen     | Socialdemokratiet            |
| Lars Clausen               | Det Konservative Folkeparti  |
| Poul Claussen              | Det Konservative Folkeparti  |
| Ingvard Dahl               | Socialdemokratiet            |
| Bertel Dahlgaard           | Det Radikale Venstre         |
| Peter Mohr Dam             | Javnadarflokkurin            |
| Kresten Damsgaard          | Venstre                      |
| P. Ditlevsen               | Socialdemokratiet            |
| O. Einer-Jensen            | Socialdemokratiet            |
| Erik Eriksen               | Venstre                      |
| Holger Eriksen             | Socialdemokratiet            |
| Niels Eriksen              | Venstre                      |
| Svend Aage Fanger          | Det Konservative Folkeparti  |
| Vilhelm Fibiger            | Det Konservative Folkeparti  |
| Jens E. Foged              | Venstre                      |
| Aage Fogh                  | Det Radikale Venstre         |
| Einar P. Foss              | Det Konservative Folkeparti  |
| Simon J. From              | Venstre                      |
| Villy Fuglsang             | Danmarks Kommunistiske Parti |
| Henry Gideon               | Venstre                      |
| Kirsten Gloerfelt-Tarp     | Det Radikale Venstre         |
| Niels Gottschalck-Hansen   | Det Konservative Folkeparti  |
| Jørgen Gram                | Venstre                      |
| Victor Gram                | Socialdemokratiet            |
| Edvin Boye Hansen          | Socialdemokratiet            |
| H. C. Hansen               | Socialdemokratiet            |
| Hans Hansen (Rørby)        | Retsforbundet                |
| Henry Hansen               | Venstre                      |
| Jens Hansen                | Socialdemokratiet            |
| Leonhard Hansen            | Socialdemokratiet            |
| Ove Hansen                 | Socialdemokratiet            |
| Poul Hansen (Kalundborg)   | Socialdemokratiet            |
| Poul Hansen (Svendborg)    | Socialdemokratiet            |
| Poul Hansen (Grenaa)       | Socialdemokratiet            |
| Ralph Lysholt Hansen       | Socialdemokratiet            |
| Rasmus Hansen              | Socialdemokratiet            |
| Urban Hansen               | Socialdemokratiet            |
| Therkel Hauberg            | Socialdemokratiet            |
| Hans Hedtoft               | Socialdemokratiet            |
| Frederik Heick             | Venstre                      |
| Marius J. Heilesen         | Venstre                      |
| Villy Heising              | Socialdemokratiet            |
| Halfdan Hendriksen         | Det Konservative Folkeparti  |
| Otto Himmelstrup           | Venstre                      |
| Niels Hjortnæs             | Socialdemokratiet            |
| Gustav Holmberg            | Venstre                      |
| Svend Horn                 | Socialdemokratiet            |
| Søren Chr. Hougaard        | Socialdemokratiet            |
| Flemming Hvidberg          | Det Konservative Folkeparti  |
| Hans Hækkerup              | Socialdemokratiet            |
| Per Hækkerup               | Socialdemokratiet            |
| Erhard Jacobsen            | Socialdemokratiet            |
| Frode Jakobsen             | Socialdemokratiet            |
| Alfred Jensen              | Danmarks Kommunistiske Parti |
| Carl P. Jensen             | Socialdemokratiet            |
| Kai Jensen                 | Socialdemokratiet            |
| Lars P. Jensen             | Socialdemokratiet            |
| N. Arnth Jensen            | Venstre                      |
| Peder Jensen               | Socialdemokratiet            |
| Svend Karlskov Jensen      | Venstre                      |
| Søren Lund Jensen          | Socialdemokratiet            |
| Jens Chr. Jensen-Broby     | Venstre                      |
| Arne Stæhr Johansen        | Det Konservative Folkeparti  |
| Kristian Juul              | Venstre                      |
| Jørgen Jørgensen (Lejre)   | Det Radikale Venstre         |
| Jørgen Jørgensen (Ullerup) | Det Konservative Folkeparti  |
| Peter Jørgensen            | Socialdemokratiet            |
| Svend Jørgensen            | Det Radikale Venstre         |
| Viggo Kampmann             | Socialdemokratiet            |
| Jacob Kirkegaard           | Det Radikale Venstre         |
| Ove Kjældgaard             | Socialdemokratiet            |
| Johs. Kjærbøl              | Socialdemokratiet            |
| Hans R. Knudsen            | Danmarks Kommunistiske Parti |
| P. B. Thisted Knudsen      | Venstre                      |
| Aage Knudsen               | Socialdemokratiet            |
| Bodil Koch                 | Socialdemokratiet            |
| C. F. Kofoed               | Venstre                      |
| Ib Kolbjørn                | Socialdemokratiet            |
| Ole Bjørn Kraft            | Det Konservative Folkeparti  |
| Jens Otto Krag             | Socialdemokratiet            |
| Evald Kristensen           | Socialdemokratiet            |
| Peter Kristensen           | Socialdemokratiet            |
| Thorkil Kristensen         | Venstre                      |
| Jørgen Krogh               | Venstre                      |
| C. F. Ladefoged            | Venstre                      |
| Aksel Larsen               | Danmarks Kommunistiske Parti |
| Holger Larsen              | Socialdemokratiet            |
| Johs. E. Larsen            | Socialdemokratiet            |
| Marinus Larsen             | Socialdemokratiet            |
| Peter Larsen               | Venstre                      |
| Wiggo Larsen               | Socialdemokratiet            |
| Anker Lau                  | Venstre                      |
| Kai Lindberg               | Socialdemokratiet            |
| Knud M. Lorentzen          | Venstre                      |
| Marie A. Lowzow            | Det Konservative Folkeparti  |
| Augo Lynge                 | Uden for partierne           |
| Frederik Lynge             | Uden for partierne           |
| Jacob Martin               | Venstre                      |
| Thorvald Mikkelsen         | Socialdemokratiet            |
| Aksel Møller               | Det Konservative Folkeparti  |
| Alvilda Larsen Møller      | Danmarks Kommunistiske Parti |
| Poul Møller                | Det Konservative Folkeparti  |
| Niels Mørk                 | Socialdemokratiet            |
| Frede Nielsen              | Socialdemokratiet            |
| Harald Nielsen             | Venstre                      |
| Knud Axel Nielsen          | Socialdemokratiet            |
| Laurits Lynnerup Nielsen   | Danmarks Kommunistiske Parti |
| Peter Nielsen              | Socialdemokratiet            |
| Erik Ninn-Hansen           | Det Konservative Folkeparti  |
| A.C. Normann               | Det Radikale Venstre         |
| Viola Nørløv               | Socialdemokratiet            |
| Søren Olesen               | Retsforbundet                |
| Karl Olsen                 | Det Konservative Folkeparti  |
| Lars M. Olsen              | Socialdemokratiet            |
| Axel Ivan Pedersen         | Socialdemokratiet            |
| Gustav Pedersen            | Socialdemokratiet            |
| Helga Pedersen             | Venstre                      |
| J. M. Pedersen             | Retsforbundet                |
| Oluf Pedersen              | Retsforbundet                |
| Sofie Pedersen             | Socialdemokratiet            |
| Carl Petersen              | Socialdemokratiet            |
| Petra Petersen             | Danmarks Kommunistiske Parti |
| Ellen Poulsen              | Venstre                      |
| Johan Fr. Poulsen          | Sambandsflokkurin            |
| R. C. Paabøl               | Venstre                      |
| Carsten Raft               | Det Konservative Folkeparti  |
| E. Rager                   | Det Radikale Venstre         |
| Chr. Rasmussen             | Socialdemokratiet            |
| Hans Rasmussen             | Socialdemokratiet            |
| Carl Rasting               | Det Konservative Folkeparti  |
| Peter Ravn                 | Socialdemokratiet            |
| Axel Reedtz-Thott          | Det Konservative Folkeparti  |
| Edel Saunte                | Socialdemokratiet            |
| Hans Schmidt               | Uden for partierne           |
| Karl Skytte                | Det Radikale Venstre         |
| Jens Smørum                | Socialdemokratiet            |
| Viggo Starcke              | Retsforbundet                |
| Oluf Steen                 | Det Radikale Venstre         |
| Johan Strøm                | Socialdemokratiet            |
| Jens Sønderup              | Venstre                      |
| Adolph Sørensen            | Det Konservative Folkeparti  |
| Axel Sørensen              | Det Radikale Venstre         |
| Edvard Sørensen            | Venstre                      |
| Erna Sørensen              | Det Konservative Folkeparti  |
| Poul Sørensen              | Det Konservative Folkeparti  |
| Fr. W. Teichert            | Socialdemokratiet            |
| Edward Tesdorpf            | Det Konservative Folkeparti  |
| Knud Thestrup              | Det Konservative Folkeparti  |
| Knud Tholstrup             | Retsforbundet                |
| Christian Thomsen          | Socialdemokratiet            |
| Ingeborg Refslund Thomsen  | Det Radikale Venstre         |
| Ingmar Wagner              | Danmarks Kommunistiske Parti |
| Gertie Wandel              | Det Konservative Folkeparti  |
| Ove Weikop                 | Det Konservative Folkeparti  |
| Else Zeuthen               | Det Radikale Venstre         |
| Olav Øllgaard              | Venstre                      |
| Kristen Østergaard         | Venstre                      |

## Personskift i perioden 1953-57
| Stedfortræder              | Parti                       | Afløst medlem            | Dato              | Begrundelse                      |
| -------------------------- | --------------------------- | ------------------------ | ----------------- | -------------------------------- |
| Frode Carstensen           | Venstre                     | Otto Himmelstrup         | 31. marts 1954    | Himmelstrup afgik ved døden.     |
| Robert Sørensen            | Socialdemokratiet           | Ingvard Dahl             | 28. april 1954    | Dahl nedlagde sit mandat.        |
| Peder Christensen (Rebild) | Venstre                     | Edvard Sørensen          | 15. juni 1954     | Sørensen afgik ved døden.        |
| Andreas Hansen             | Socialdemokratiet           | Frede Nielsen            | 16. juni 1954     | Nielsen afgik ved døden.         |
| Erik Bruun de Neergaard    | Det Konservative Folkeparti | Karl Olsen               | 5. oktober 1954   | Olsen nedlagde sit mandat.       |
| Thorvald Carlsen           | Socialdemokratiet           | Th. Hauberg              | 7. oktober 1954   | Hauberg afgik ved døden.         |
| Axel Conradsen             | Socialdemokratiet           | Peder Jensen             | 16. oktober 1954  | Jensen nedlagde sit mandat.      |
| Alfred Jørgensen           | Retsforbundet               | Hans Hansen (Rørby)      | 13. december 1954 | Hansen afgik ved døden.          |
| Orla Pedersen              | Socialdemokratiet           | Hans Hedtoft             | 29. januar 1955   | Hedtoft afgik ved døden.         |
| Hans Christensen           | Socialdemokratiet           | Urban Hansen             | 2. oktober 1956   | Hansen nedlagde sit mandat.      |
| Oscar Kryger               | Venstre                     | Poul Givskov Christensen | 2. oktober 1956   | Christensen nedlagde sit mandat. |
| Helge Larsen               | Det Radikale Venstre        | Svend Jørgensen          | 28. oktober 1956  | Jørgensen afgik ved døden.       |
| Alfred Kristensen          | Socialdemokratiet           | Leonhard Hansen          | 4. december 1956  | Hansen afgik ved døden.          |